# Hen suyễn cấp tính
Hen suyễn cấp tính là một đợt cấp của hen suyễn cấp tính không đáp ứng với các phương pháp điều trị tiêu chuẩn của thuốc giãn phế quản (thuốc hít) và corticosteroid. Các triệu chứng bao gồm tức ngực, khó thở tiến triển nhanh (khó thở), ho khan, sử dụng các cơ hô hấp phụ trợ, thở nhanh và/hoặc mệt nhọc, và thở khò khè cực độ. Đây là một giai đoạn đe dọa tính mạng của tắc nghẽn đường thở và được coi là một cấp cứu y tế. Các biến chứng bao gồm ngừng tim và/hoặc ngừng hô hấp.
Nó được đặc trưng trong mô học bởi phì đại cơ trơn và dày màng đáy.

## Dấu hiệu và triệu chứng
Một cơn hen suyễn trầm trọng xảy ra khi làm nặng thêm các triệu chứng hen suyễn với chứng khó thở và ho (thường tồi tệ hơn vào ban đêm). Trong hen suyễn nặng cấp tính, khó thở có thể nghiêm trọng đến mức không thể nói nhiều hơn một vài từ (không có khả năng hoàn thành câu).
Khi kiểm tra, nhịp thở có thể tăng cao (hơn 25 nhịp thở mỗi phút) và nhịp tim có thể nhanh (110 nhịp mỗi phút hoặc nhanh hơn). Mức độ bão hòa oxy giảm (nhưng trên 92%) thường gặp phải. Kiểm tra phổi bằng ống nghe có thể cho thấy giảm không khí và/hoặc thở khò khè lan rộng. Lưu lượng thở ra cao điểm có thể được đo ở đầu giường; trong hen nặng cấp tính, dòng chảy dưới 50% lưu lượng bình thường hoặc dự đoán của một người.